# Paston Letters
Paston Letters, engelska ("Pastonbreven"), är en språkligt och kulturhistoriskt ovärderlig samling privatbrev, växlade under åren 1422–1509 mellan medlemmar av familjen Paston i Norfolk och denna släkt närstående personer. 
Största delen av breven såldes på 1700-talet av dödsboet efter William Paston, earl av Yarmouth, till antikvarien Francis Blomefield; de kom 1774 i John Fenns ägo, vilken började publicera dem 1787 (denna edition utkom i 5 band 1787–1823), och samma år skänkte en stor del av originalen till Georg III. 
Brevens äkthet betvivlades en tid, sedan originalen försvunnit, men den påvisades 1865 av James Gairdner på inre grunder och bekräftades genom återfinnandet av originalen till publikationens 5:e del (1866). Sedermera har även övriga originalbrev återfunnits (även flera opublicerade, de till Georg III skänkta först 1889). De flesta förvaras nu i British Library. 
Den första kritiska editionen ombesörjdes av James Gairdner (3 band, 1872–75), och efter originalbrevens slutliga återfinnande publicerade han en ny och fullständig edition (6 band, 1904; innehållande 1 088 brev och andra dokument jämte en värdefull historisk inledning).